# Субтитри
Субтитрите са реплики, коментари, които обикновено се изписват в долната част на екрана по време на филми, телевизионни програми кино прожекции, компютърни игри и т.н. Те са или писмен превод на диалог, превод на надпис на друг език в предаването или могат да са на същия език в случаите, в които те са за глухи. Когато са предназначени за хора с нарушен слух, е възможно да има допълнителна информация, описваща звуци („звънене на звънец“, „гръмотевица“, кучешки лай" и т.н.). Буквите, с които се изписват субтитрите обикновено са бели, очертани отвън с черно за да не се сливат с образа, когато той също е бял или много светъл. Детските програми обикновено се превеждат с дублаж.

## Субтитри в България
Преводът със субтитри е предпочитан поради по-ниската цена на дублиране. Друго тяхно преимущество е, че запазват оригиналния звук, гласове и реплики на актьорите, позволяват на хора с увреден слух също да възприемат видео съдържанието. Правилата за субтитриране препоръчват преводачите да се придържат до два реда текст на екрана с до 36 символа на ред, когато това е възможно. Съществуват множество сайтове които търсят и събират безплатно преведени субтитри на различни езици. Най-използваната метатърсачка за български субтитри е Subtitri.net.

## Стандарт на превеждане в Европа
- Австрия дублаж
- Азербайджан дублаж
- Албания субтитри
- Армения дублаж
- Беларус дублаж
- Белгия дублаж
- Босна и Херцеговина субтитри
- България дублаж и субтитри
- Великобритания дублаж
- Германия дублаж
- Грузия дублаж
- Гърция субтитри
- Дания субтитри
- Естония дублаж
- Ирландия дублаж
- Исландия субтитри
- Испания дублаж
- Италия дублаж
- Латвия дублаж
- Литва дублаж
- Северна Македония субтитри
- Молдова дублаж
- Норвегия субтитри
- Полша дублаж
- Португалия субтитри
- Румъния субтитри
- Русия дублаж
- Словакия дублаж
- Словения субтитри
- Сърбия субтитри
- Турция дублаж
- Украйна дублаж
- Финландия субтитри
- Франция дублаж
- Холандия субтитри
- Хърватска субтитри
- Швейцария дублаж
- Швеция субтитри
- Черна Гора субтитри
- Чехия дублаж
- Унгария дублаж

## Стандарт на превеждане по света
- Австралия дублаж
- Афганистан дублаж
- Бангладеш дублаж
- Виетнам субтитри
- Индия дублаж
- Индонезия субтитри
- Иран дублаж
- Казакстан субтитри
- Камбоджа дублаж
- Киргизстан субтитри
- Китай дублаж
- Лаос дублаж
- Монголия дублаж
- Нова Зеландия дублаж
- Пакистан дублаж
- Саудитска Арабия субтитри
- Сингапур дублаж
- Тайланд дублаж
- Таджикистан субтитри
- Туркменистан субтитри
- Филипините дублаж
- Хонг Конг субтитри
- Узбекистан дублаж
- Япония дублаж